# Delfeayo Marsalis
Delfeayo Marsalis (* 28. července 1965 New Orleans) je americký jazzový pozounista, hudební producent a skladatel. Pochází z hudební rodiny; jeho otcem je klavírista Ellis Marsalis a tři z jeho bratrů jsou rovněž hudebníci, trumpetista Wynton Marsalis, saxofonista Branford Marsalis a bubeník Jason Marsalis. Studoval na hudební škole Berklee College of Music v Bostonu. Během své kariéry spolupracoval s dalšími hudebníky, mezi které patří, mimo bratrů a otce, například Elvin Jones nebo Benny Green. Je autorem originální hudby k dokumentárnímu filmu 112th & Central: Through the Eyes of the Children, který pojednává o losangeleských nepokojích v roce 1992. V roce 2011 spolu se svým otcem a bratry získal ocenění NEA Jazz Masters.